# Isophya petkovi
Isophya petkovi är en insektsart som beskrevs av Peshev 1959. Isophya petkovi ingår i släktet Isophya och familjen vårtbitare. Inga underarter finns listade i Catalogue of Life.